# Gujiangbage Xiang
Gujiangbage Xiang (kinesiska: 古江巴格乡, 古江巴格) är en socken i Kina. Den ligger i den autonoma regionen Xinjiang, i den nordvästra delen av landet, omkring 990 kilometer sydväst om regionhuvudstaden Ürümqi. Antalet invånare är 13 680. Befolkningen består av 6 698 kvinnor och 6 982 män. Barn under 15 år utgör 25,0 %, vuxna 15-64 år 71 %, och äldre över 65 år 3,0 %.
Genomsnittlig årsnederbörd är 62 millimeter. Den regnigaste månaden är juni, med i genomsnitt 18 mm nederbörd, och den torraste är oktober, med 1 mm nederbörd.